# The Business (canción de Tiësto)
«The Business» es una canción realizada por el DJ y productor neerlandés Tiësto. Cuenta con la colaboración, aunque sin acreditar, del cantante James «Yami» Bell. Se lanzó el 25 de septiembre de 2020 a través de los sellos Musical Freedom y Atlantic. Sirvió como el sencillo principal de su séptimo álbum de estudio, Drive publicado en abril de 2023. Está coproducida por el mismo Tiësto y el productor sueco Anton «Hightower» Rundberg. En los premios APRA Music Awards de 2022, la canción fue nominada a la «obra internacional más interpretada».
También existe una versión lanzada el 21 de enero de 2021, titulada «The Business Part II», que incluye la voz del cantante estadounidense Ty Dolla Sign. The Marshall Project lanzó otra versión de esta canción, titulada "Let's Get Down to Business", en 2021.

## Video musical
El video musical se estrenó en el canal oficial de YouTube de Tiësto el 24 de septiembre de 2020. Dirigido por Christian Breslauer, presenta a los bailarines estadounidenses Casey Frey y Kyla Bullings. Frey personifica a un zombie que baila dentro de un tenebroso salón de hospital, un restaurante y un autobús. Según Jason Heffler de edm.com, la enloquecedora destreza para el baile de Frey es un acompañamiento fantástico para el cautivador estilo sonoro. Las emisiones internacionales del video musical eliminaron el segmento donde el personaje de Frey es atropellado, eliminando así también el segundo estribillo de la canción.

## Lista de canciones
| Descarga digital |                |          |  |
| N.º              | Título         | Duración |  |
| 1.               | «The Business» | 2:44     |  |

| Descarga digital - Extended Mix |                               |          |  |
| N.º                             | Título                        | Duración |  |
| 1.                              | «The Business» (Extended Mix) | 3:46     |  |

| Descarga digital - 220 Kid Remix |                                |          |  |
| N.º                              | Título                         | Duración |  |
| 1.                               | «The Business» (220 Kid Remix) | 3:19     |  |

| Descarga digital - The Business, Pt. II |                                            |          |  |
| N.º                                     | Título                                     | Duración |  |
| 1.                                      | «The Business, Pt. II» (con Ty Dolla $ign) | 2:44     |  |

| Descarga digital - Clean Bandit Remix |                                             |          |  |
| N.º                                   | Título                                      | Duración |  |
| 1.                                    | «The Business, Pt. II» (Clean Bandit Remix) | 3:04     |  |

| Descarga digital - SWACQ Remix |                              |          |  |
| N.º                            | Título                       | Duración |  |
| 1.                             | «The Business» (SWACQ Remix) | 2:49     |  |

| Descarga digital - Vintage Culture & Dubdogz Remix |                                                  |          |  |
| N.º                                                | Título                                           | Duración |  |
| 1.                                                 | «The Business» (Vintage Culture & Dubdogz Remix) | 3:09     |  |

| Descarga digital - Remixes |                                                  |          |  |
| N.º                        | Título                                           | Duración |  |
| 1.                         | «The Business» (Vintage Culture & Dubdogz Remix) | 3:09     |  |
| 2.                         | «The Business» (SWACQ Remix)                     | 2:49     |  |
| 3.                         | «The Business» (220 Kid Remix)                   | 3:19     |  |
| 4.                         | «The Business» (Sparkee Remix)                   | 3:02     |  |
| 5.                         | «The Business, Pt. II» (Clean Bandit Remix)      | 3:04     |  |
| 6.                         | «The Business, Pt. II»                           | 2:44     |  |

## Posicionamiento en listas y certificaciones
| Lista (2020–2022)                           | Mejor posición |
| ------------------------------------------- | -------------- |
| Alemania (Offizielle Deutsche Charts)       | 3              |
| Australia (ARIA)                            | 4              |
| Austria (Ö3 Austria Top 75)                 | 6              |
| Bélgica (Flandes) (Ultratop 50)             | 2              |
| Bélgica (Valonia) (Ultratop 50)             | 2              |
| Bulgaria (PROPHON)                          | 7              |
| Canadá (Canadian Hot 100)                   | 13             |
| Canadá (CHR/Top 40)                         | 17             |
| CEI (TopHit Airplay)                        | 1              |
| República Checa (Rádio Top 100)             | 3              |
| República Checa (Singles Digitál Top 100)   | 1              |
| Croacia (Top lista International Airplay)   | 2              |
| Dinamarca (Tracklisten)                     | 4              |
| Eslovaquia (Rádio Top 100)                  | 1              |
| Eslovaquia (Singles Digitál Top 100)        | 1              |
| España (Top 100 Canciones)                  | 37             |
| Estados Unidos (Billboard Hot 100)          | 69             |
| Estados Unidos (Hot Dance/Electronic Songs) | 2              |
| Estados Unidos (Dance/Mix Show Airplay)     | 1              |
| Estados Unidos (Mainstream Top 40)          | 24             |
| Estados Unidos (Rhythmic)                   | 34             |
| Finlandia (Suomen virallinen lista)         | 15             |
| Francia (SNEP)                              | 62             |
| Global 200 (Billboard)                      | 12             |
| Grecia (IFPI International)                 | 5              |
| Hungría (Dance Top 40)                      | 1              |
| Hungría (Rádiós Top 40)                     | 6              |
| Hungría (Single Top 40)                     | 1              |
| Irlanda (Irish Singles Chart)               | 1              |
| Italia (FIMI)                               | 34             |
| Líbano (Lebanese Airplay Top 20)            | 2              |
| Lituania (AGATA)                            | 1              |
| México (Mexico Ingles Airplay)              | 1              |
| México (Mexico Airplay)                     | 3              |
| Noruega (VG-lista)                          | 10             |
| Nueva Zelanda (Recorded Music NZ)           | 21             |
| Países Bajos (Dutch Top 40)                 | 1              |
| Polonia (Polish Airplay Top 100)            | 2              |
| Portugal (AFP)                              | 7              |
| Reino Unido (UK Singles Chart)              | 3              |
| Reino Unido (UK Dance Chart)                | 2              |
| Rumania (Airplay 100)                       | 1              |
| Rusia (Tophit)                              | 2              |
| Suecia (Sverigetopplistan)                  | 11             |
| Sudáfrica (TOSAC)                           | 2              |
| Suiza (Schweizer Hitparade)                 | 4              |
| Ucrania (Tophit)                            | 6              |

| Lista (2021)                          | Mejor posición |
| ------------------------------------- | -------------- |
| Hungría (Rádiós Top 40)               | 28             |
| Hungría (Single Top 40)               | 25             |
| Nueva Zelanda (RMNZ Hot Singles)      | 33             |
| Suecia (Sverigetopplistan Heatseeker) | 20             |